# 徐守盛
徐守盛（1953年1月23日—2020年12月5日），男，汉族，江苏如东人，中华人民共和国政治人物。先后在东南大学哲学与科学系、中共江苏省委党校政治经济学专业研究生班学习，在职研究生学历，高级经济师。中共第十六届中央候补委员，第十七届、十八届中央委员。曾先后担任甘肃省長、湖南省長、中国共产党湖南省委员会书记、湖南省人大常委会主任，第十二届全国人大农业与农村委员会副主任委员。

## 生平
徐守盛1973年4月参加工作，1973年10月加入中国共产党。早年一直在家乡如东县工作，从政坛最底层做起，逐级升迁；历任公社大队支部副书记、乡党委副书记、乡革命委员会主任，县委常委、副书记、副县长。1985年10月，任如东县县长。1990年，任中共如东县委书记；期间，曾在原合肥农村经济管理干部学院（今安徽农业管理干部学院）农业经济系脱产学习。
1991年12月，任中共连云港市委副书记、市长。1996年7月，国务院批准宿迁撤地建市，徐守盛出任首任中共宿迁市委书记（省辖市）、并兼任市人大常委会主任。2000年12月，任中国共产党江苏省委员会常委，曾兼任省委农村工作领导小组副组长、扶贫工作领导小组组长。
2001年9月，调任中国共产党甘肃省委员会常委、省委组织部部长。2003年1月，改兼任甘肃省人民政府常务副省长。2006年10月，在前省长陆浩出任省委书记后，徐升任省委副书记、代省长；并在2007年1月，正式当选甘肃省省长。
2010年5月，任中国共产党湖南省委员会副书记、代省长；并于当年9月，当选湖南省人民政府省长。2013年4月，升任中国共产党湖南省委员会书记，同时辞去省长职务；5月起，兼任湖南省人大常委会主任。2016年8月，不再担任中国共产党湖南省委员会书记。
2016年9月3日，第十二届全国人民代表大会常务委员会第二十二次会议任命徐守盛为第十二届全国人大农业与农村委员会副主任委员。
2020年12月5日16时40分，因病医治无效在南京市逝世，享年67岁。

## 言论
在2015年5月12日召开的省委常委会议上，中共湖南省委书记徐守盛表示“当官必须有为，无功就是过错！”
2016年两会期间，徐守盛在习近平参加湖南团代表团审议时表示：“特别是总书记亲临视察过的湘西花垣县十八洞村，按照“扶真贫、真扶贫、可复制、可推广”的要求，短短两年时间全村136户贫困户，已主动签字认账脱贫，春节前一首生动反映总书记情系十八洞村的精准扶贫歌曲《不知该怎么称呼你》迅速唱响三湘大地，苗族乡亲用最直白的语言、最深情的旋律，表达了他们很质朴的感情，唱出了他们走在脱贫致富路上的幸福笑脸，唱出了他们对党的优良作风又回来了的真诚赞许，唱出了他们发自内心感恩共产党的满满的正能量。”